# Wallidan Football Club
Il Wallidan Football Club è una società calcistica gambiana con sede a Banjul e Bakau. Milita nella First Division, la massima divisione del campionato gambiano. Nel suo paese è la squadra più titolata, avendo vinto 16 campionati e 24 coppe nazionali.

## Palmarès

### Competizioni nazionali
- Campionato gambiano: 16 (record)

1969-1970, 1970-1971, 1975-1976, 1976-1977, 1978-1979, 1980-1981, 1981-1982, 1984-1985, 1987-1988, 1991-1992, 1994-1995, 2000-2001, 2001-2002, 2003-2004, 2004-2005, 2007-2008
- Coppa di Gambia: 24 (record)[2]

1970-1971, 1971-1972, 1972-1973, 1973-1974, 1975-1976, 1976-1977, 1977-1978, 1980-1981, 1983-1984, 1985-1986, 1986-1987, 1987-1988, 1990-1991, 1991-1992, 1992-1993, 1993-1994, 1997-1998, 1998-1999, 2000-2001, 2001-2002, 2002-2003, 2003-2004, 2007-2008, 2014-2015, 2021-2022
- Supercoppa di Gambia: 4

1999, 2001, 2002, 2003
- GFA President's Trophy: 1

2001-2002
- GFA League Cup: 1

2002-2003
- Second Division: 2

2012-2013, 2017-2018

## Statistiche e record

### Partecipazione ai campionati
| Livello | Categoria       | Partecipazioni | Debutto   | Ultima stagione | Totale |
| ------- | --------------- | -------------- | --------- | --------------- | ------ |
| 1º      | First Division  | 38             | 1968-1969 | 2023-2024       | 38     |
| 2º      | Second Division | 3              | 2012-2013 | 2017-2018       | 3      |

### Partecipazioni ai tornei internazionali
| Competizione                        | Partecipazioni | Debutto | Ultima stagione | Totale |
| ----------------------------------- | -------------- | ------- | --------------- | ------ |
| Coppa dei Campioni d'Africa         | 3              | 1978    | 1986            | 9      |
| CAF Champions League                | 6              | 1998    | 2009            | 9      |
| Coppa delle Coppe d'Africa          | 8              | 1975    | 2000            | 8      |
| Coppa della Confederazione CAF 2004 | 2              | 2004    | 2016            | 2      |